# Linares de la Sierra
Linares de la Sierra – gmina w Hiszpanii, w prowincji Huelva, w Andaluzji, o powierzchni 29,22 km². W 2011 roku gmina liczyła 286 mieszkańców.